# باربارا اولمستد
باربارا اولمستد (انگلیسی: Barbara Olmsted؛ زادهٔ ۱۷ اوت ۱۹۵۹) قایقران کایاک، و قایقران کانو اهل کانادا است.